# Огієвські-Охоцькі
Огієвські-Охоцькі (рос. Огиевские-Охоцкие) — дворянський рід.

## Походження
Нащадки Петра Миколайовича Огієвського-Охоцького, протоієрея в Чернігові (1837—1888).

## Опис герба
В блакитному полі золота (?) стріла супроводжувана по бокам двома золотими зірками, а знизу золотим півмісяцем.
Щит увінчаний дворянським нашоломником і короною. Нашоломник: три страусиних пера, пронизані стрілою наліво. Намет на щиті блакитний, підкладений сріблом.

## Представники роду
- Огієвський-Охоцький, Петро Миколайович (1814—1870) — український духовний письменник, поет, етнограф, фольклорист та видавець XIX ст., протоієрей.